# Eduardo Pitta
Eduardo Pitta, de seu nome completo, Eduardo Gama Cândido Pitta Pereira, (Lourenço Marques, 9 de agosto de 1949 – Torres Vedras, 25 de julho de 2023) foi um poeta, escritor e ensaísta português.

## Carreira
Viveu em Moçambique até Novembro de 1975. Escreveu e publicou desde 1967. Publicou livros de poesia, ficção (contos e romance), ensaio, uma colectânea de crónicas, dois diários de viagem e um volume de memórias. Em Fractura, ensaio sobre a condição homossexual na literatura portuguesa contemporânea, sinaliza representações da homotextualidade nacional numa perspectiva que não elide a «negociação de identidade».
Em 2013 publicou Um Rapaz a Arder, livro de memórias que abrange o período entre 1975 e 2001. Além do conto O Estratagema, publicado no volume colectivo Um Natal Assim (2008), publicou diversos contos na revista Egoísta. Poemas seus encontram-se traduzidos em inglês, francês, castelhano, italiano e hebraico. Traduzido por Alison Aiken, o conto Kalahari foi publicado em 2005 na revista inglesa Chroma. Queer Literary Journal, de Londres.
Encontra-se representado em diversas antologias de poesia portuguesa contemporânea. Participou em encontros de escritores, seminários e festivais de poesia, em Portugal, Espanha, França, Itália, Grécia e Colômbia. Colaborou em publicações literárias de vária índole. Fez crítica literária nas revistas Colóquio-Letras (1987-2018), LER (1990-2006) e Sábado (2011-2022), bem como nos jornais Diário de Notícias (1996-1998) e Público (2005-2011). Entre 1994 e 2006 assinou na revista LER a secção de crítica de poesia O Som & o Sentido. Na mesma revista, entre 2008 e 2014, publicou crónicas na coluna Heterodoxias.
Foi o responsável pela edição da poesia completa de António Botto. Manteve desde 2005 o blogue Da Literatura, até Abril de 2022.

## Vida pessoal e morte
Ao mudar-se para Lisboa, em 1976, ingressou na Administração Pública, como assistente administrativo especialista na Direcção-Geral do Comércio Externo, tendo em 2001 sido promovido a chefe de secção.
Em Julho de 2010 casou com Jorge Neves, seu companheiro desde 1972.
Em Abril de 2022, Pitta adoeceu gravemente com um AVC, tendo ficado muito debilitado e cessando a sua actividade escrita. Em Dezembro de 2022, publicava na sua página do Facebook: «Regresso ao fim de dez meses após dois AVC, ambos isquémicos, duas pneumonias, uma delas de aspiração, covid e vários dias em coma. A vida prega-nos partidas.»
Morreu na manhã de 25 de julho de 2023, aos 73 anos de idade, numa unidade de cuidados continuados em Torres Vedras, vítima do terceiro AVC que sofrera dias antes.

## Obras

### Poesia
- 1974 Sílaba a Sílaba
- 1979 Um Cão de Angústia Progride
- 1983 A Linguagem da Desordem
- 1984 Olhos Calcinados
- 1988 Archote Glaciar
- 1991 Arbítrio
- 1999 Marcas de Água
- 2004 Poesia Escolhida
- 2011 ¿Y si todo, de repente?/ Antologia espanhola
- 2011 Desobediência

### Ficção
- 2000 Persona  — 3.ª edição 2019
- 2007 Cidade Proibida  — 4.ª edição 2013
- 2021 Devastação

### Ensaio e crítica
- 2002 Comenda de Fogo
- 2003 Fractura
- 2004 Metal Fundente
- 2010 Aula de Poesia

### Crónica
- 2007 Intriga em Família
- 2014 Pompas Fúnebres

### Diário e memórias
- 2005 Os Dias de Veneza
- 2013 Cadernos Italianos
- 2013 Um Rapaz a Arder

### Literatura para a infância
- 2008 Adaptação de O Crime do Padre Amaro de Eça de Queiroz — reedição em 2019

### Edições
- 2008 Canções e Outros Poemas, 1.º volume de Obras Completas de António Botto. Inclui os 15 livros de Canções, O Livro do Povo e uma selecção de outros poemas. Edição, fixação de texto, introdução, cronologia e notas.
- 2008 Fátima, 2.º volume de Obras Completas de António Botto. Edição, fixação de texto, introdução, cronologia e notas.
- 2018 Poesia, reunião de toda a poesia de António Botto publicada entre 1921 e 1959. Edição, fixação de texto, introdução, cronologia e notas.